# Desenvolvimento vegetal
O desenvolvimento vegetal pode ser definido como o conjunto de processos de divisão celular, crescimento e diferenciação celular, que resultam na formação do corpo de uma planta adulta. Assim como todos os organismos sexuados, o corpo das plantas é formado a partir de uma única célula chamada zigoto, cujo surgimento se dá  pela fusão de dois gametas, masculino e feminino.

## Peculiaridades do desenvolvimento vegetal

esquema comparativo entre uma célula animal e uma vegetal

Antes de falar nos processos de desenvolvimento propriamente dito, é importante entender algumas características comuns a maior parte das plantas vasculares que fazem com que seu desenvolvimento seja diferente dos animais:
1. Parede celular: Diferentemente das células animais, todas as células que constituem o corpo vegetal apresentam uma parede celular. Esta por sua vez ao mesmo tempo que permite uma estabilidade, segurança e cumpre diversas funções fisiológicas para a célula, também impede a migração das células pelo corpo da planta.
2. Crescimento aberto: Ao contrário da maior parte dos animais, a maioria das plantas não apresenta uma fase de crescimento determinada, podendo crescer indefinidamente por modularidade, podendo variar de acordo com fatores internos e externos. Este crescimento se dá pelo acréscimo de novos módulos (ex: ramos),produzidos pelas regiões apicais das plantas.
3. Desenvolvimento aberto e plástico: Por se tratar de organismos sésseis, a principal forma com a qual as plantas interagem com seu ambiente é pela percepção dos fatores ambientais e modulação do crescimento e desenvolvimento dos seus órgãos.

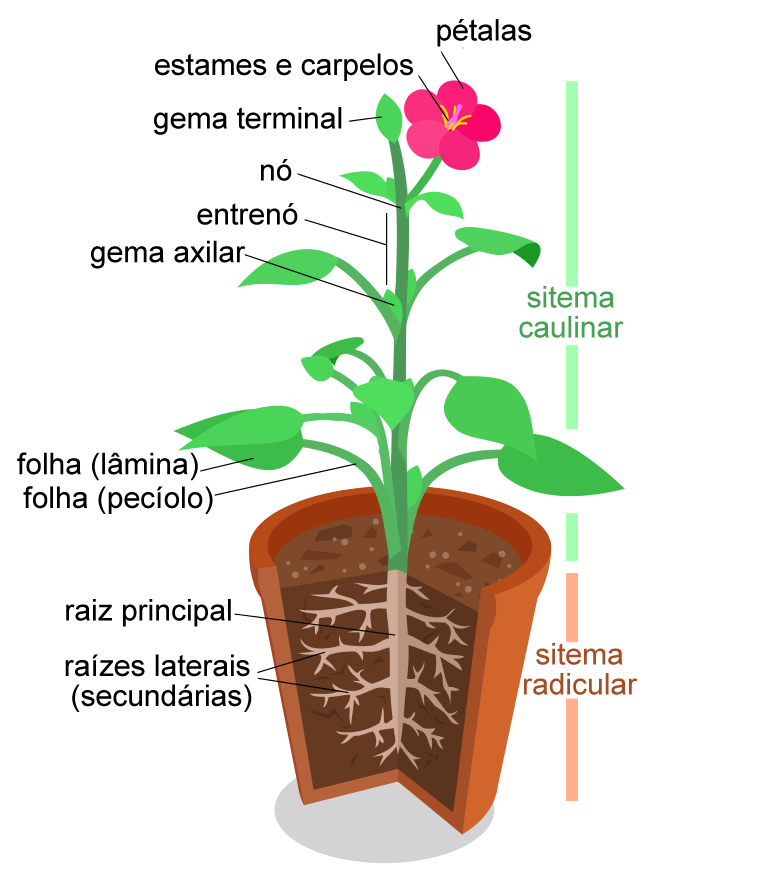
esquema de morfologia vegeta, pode-se observar o padrão modular, onde cada modulo (ramo ou raiz) contém quase todas as estruturas de um indivíduo inteiro.

4. esquema de morfologia vegeta, pode-se observar o padrão modular, onde cada modulo ( ramo ou raiz) contém quase todas as estruturas de um indivíduo inteiro.Diferenciação celular: Tanto plantas como animais usam as mesmas bases moleculares para diferenciação de suas células: a expressão e silenciamento diferencial de seus genes. Apesar dos mecanismos serem essencialmente os mesmos, é importante ressaltar que alguns conceitos empregados para animais não são adequados ao se tratar de desenvolvimento vegetal. Estes sendo o de indiferenciação e o de comprometimento.Uma vez que a maioria das células vegetais retém a capacidade totipotente, o conceito de comprometimento não é adequado, uma vez que ela pode sofrer rediferenciação dependendo do meio. Já o conceito de uma célula indiferenciada implica que esta célula numa imaturidade ou falta de uma função definida, o que não é preciso, como será ilustrado mais a frente. As células “indiferenciadas” nas plantas apresentam uma morfologia, identidade genética e função específica muito importante durante toda a vida da planta. Tratá-las como indiferenciadas é uma mera convenção.

## Embriogênese

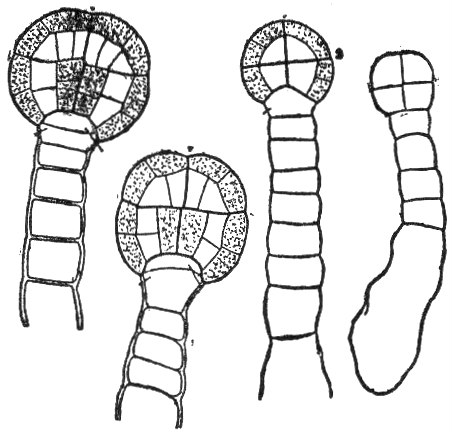
embrião em fase globular

A embriogênese abarca os processos sofridos pelo zigoto até a formação de um embrião maduro. Nas plantas com semente, o zigoto se encontra em um ambiente polarizado em relação à planta mãe, fato que se mostra bastante importante nos seu processo de desenvolvimento. A formação do embrião propriamente dito tem início com a primeira divisão, assimétrica, dando origem a duas linhagens celulares. Uma delas, denominada célula terminal, dará origem ao embrião e, consequentemente, ao corpo da planta; enquanto a outra, denominada célula basal, dará origem a uma estrutura chamada de suspensor, responsável pela nutrição do embrião durante o início do seu desenvolvimento e de posicioná-lo próximo ao endosperma.
Durante os primeiros estágios do desenvolvimento, a célula apical sofrerá uma série de divisões nos três planos, formando inicialmente uma massa de células conhecida como embrião globular, enquanto a célula basal sofre divisões em apenas um plano, formando uma estrutura filamentosa.
Neste estágio de embrião globular já é possível identificar a formação de tecidos diferentes. Esses tecidos são conhecidos como tecidos meristemáticos, os quais darão origem aos tecidos primários do corpo da planta vegetativo:
- Protoderme, na parte mais externa, originando epiderme
- Procâmbio, na região mais central, dando origem aos tecidos vasculares
- Meristema fundamental, que dará origem ao sistema fundamental

Também é neste estágio que se estabelecem as regiões que darão origem aos meristemas apicais. O meristema apical radicular na região de conexão com o suspensor, e o meristema apical caulinar na região mais distal. Esse evento mostra a importância da polarização do embrião na sinalização para a formação das estruturas.

## Desenvolvimento de corpo primário
Após a germinação das sementes, se dá início o desenvolvimento primário das plantas por meio da formação de órgãos adulto provenientes dos meristemas. Os meristemas apicais (localizados nas pontas da radícula e do caule) são regiões cuja principal função é manter a capacidade de proliferação celular no corpo da planta, ou seja, manter a capacidade de um crescimento e desenvolvimento virtualmente contínuo, além da produção de hormônios.
Ambos os meristemas são constituídos por um grupo de células relativamente grandes localizadas no ápice, com baixa taxa de divisão (conhecida como centro quiescente na raiz, e zona de células mãe central no caule), suas derivadas diretas (conhecidas como células  iniciais) e o conjunto de tecidos meristemáticos (protoderme, procâmbio e meristema fundamental).
A manutenção da identidade meristemática e dos processos de diferenciação das suas derivadas nos dois meristemas apresentam um mecanismo similar. No meristema apical caulinar existe a expressão diferencial de duas classes de genes, um ligado a determinação do destino celular ( WUSCHEL, ou WUS) e outro com a manutenção da identidade e proliferação ( CLAVATA1 e 3, ou CLV1 e CLV3). A expressão de um gene da classe CLAVATA (CLV3) na zona de células mãe central inibe a expressão dos genes WUSCHEL, mantendo a característica de células pró-meristemáticas e sem grande taxa de divisão. Ao se distanciar um pouco do ápice, passa-se a ter uma expressão conjunta de WUS e CLV1, dando a característica de células iniciais proliferativas, porém morfologicamente indiferenciadas. A medida que as células ficam mais distantes do ápice, passa-se então a ter um predomínio de WUS, permitindo células adquirir características de outros tipo celulares.
Particularmente no caule, próximo ao centro meristemático apical se dá a formação dos primórdios foliares, descrita como zona periférica. Durante o processo de desenvolvimento, há um fluxo direcional de auxina ( um hormônio produzido no meristema apical caulinar) para os primórdios foliares, mediado por proteínas de membrana do tipo PIN. A auxina acumulada nestes ápices passa a fluir pela região central do primórdio foliar e então para o interior do corpo da planta. Esta alta concentração de hormônio age como sinalizador para que as células da região central se sofrem diferenciação em células procambiais (e futuramente em células dos tecidos condutores) estabelecendo a conexão vascular entre os novos órgãos e o restante do corpo da planta. Em relação aos demais tecidos meristemáticos, sua diferenciação é desencadeada principalmente pela orientação e posição relativa no corpo da planta (interação com suas células vizinhas).

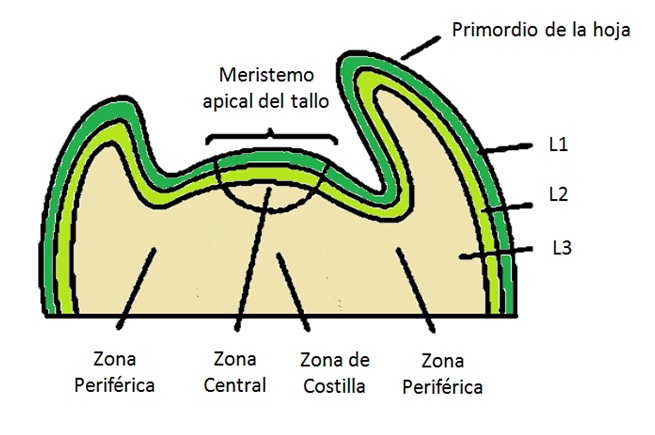
Esquema de um ápice caulinar

A combinação desses processos culminará na formação dos ramos e folhas de uma planta adulta, capaz de realizar todas as suas funções fisiológicas.

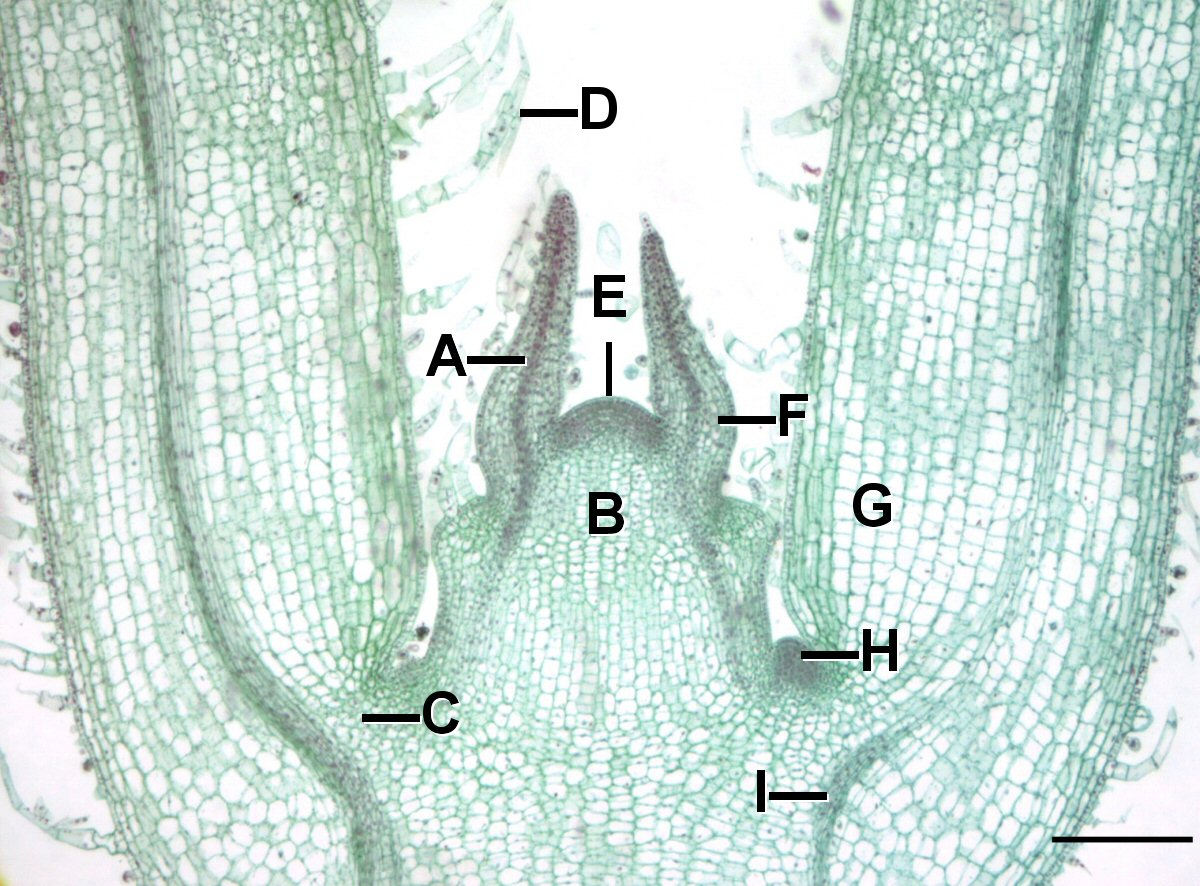
Photomicrograph of a Coleus stem tip. A=Procambium, B=Ground meristem, C=Leaf gap, D=Trichome, E=Apical meristem, F=Developing leaf primordia, G=Leaf Primordium, H=Axillary bud, I=Developing vascular tissue. Scale=0.2mm.

De forma similar na raiz, as células do centro quiescente recebem uma concentração máxima de auxina, promovendo a expressão do gene WOX5, responsável pela manutenção da identidade meristemática. A medida que há o distanciamento dessa zona de concentração máxima de auxina, as células param de expressar o gene WOX5, passando a adquirir capacidade proliferativa. A presença do fluxo de auxina pela região central da raiz, assim como no primórdio foliar, sinaliza e desencadeará o processo de diferenciação do procâmbio, que por sua vez sinaliza o processo de diferenciação dos demais tecidos.